# Макушин, Юрий Андреевич
Юрий Андреевич Макушин (укр. Юрій Андрійович Макушин; род. 24 января 1935) — советский и украинский скульптор. Народный художник Украины (2015).

## Биография
Родился 24 января 1935 года в селе Вороново (на территории современного Кожевниковского района Томской области). Отец — Андрей Евдокимович Макушин — уроженец села Станка Челябинского уезда Оренбургской губернии, возглавлял промартель «Смычка» в селе Вороново, в 1937 году был арестован, но позже освобожден. Мать работала почтальоном, резала махорку на табачной фабрике.
Вырос будущий скульптор в Топчихинском районе Алтайского края.
С 1947 года проживает в Николаеве.
В 1961 году поступил в Ленинградский институт живописи, скульптуры и архитектуры имени И. Е. Репина, факультет скульптуры (мастерская профессора Михаила Аникушина). Окончив институт в 1971 году. вернулся в Николаев, работал скульптором в Николаевских художественно-производственных мастерских (с 1975 года — Николаевский художественно-производственный комбинат).
С 1975 года — член Союза художников Украины.
C 1981 года — Заслуженный художник Украинской ССР.
Доцент Николаевского филиала Киевского национального университета культуры и искусств, кафедра дизайна.
С 2015 года — Народный художник Украины.

## Работы
Юрий Макушин — автор большинства памятников и мемориальных досок в Николаеве и Николаевской области.
| Работа                                                    | Год  | Расположение                | Примечания                                                |
| --------------------------------------------------------- | ---- | --------------------------- | --------------------------------------------------------- |
| Монумент «Стальной солдат»                                | 1975 | Курган славы в Новой Одессе | Из нержавеющей стали. В соавторстве с Инной Макушиной.    |
| Монументально-декоративная композиция «Прометей»          | 1975 | Николаев                    | Из нержавеющей стали. В соавторстве с Инной Макушиной.    |
| Монументальная композиция «Слава труду»                   | 1975 | Николаев                    | В соавторстве с Инной Макушиной.                          |
| Монумент «Солдатам правопорядка»                          | 1978 | Николаев                    | Из меди и гранита. В соавторстве с Инной Макушиной.       |
| Мемориальная доска «За власть Советов!»                   | 1978 | Николаев                    | Из бронзы.                                                |
| Памятник лейтенанту Шмидту                                | 1984 | Очаков                      | Из бронзы и гранита. В соавторстве с Инной Макушиной.     |
| Мемориальная доска А. С. Пушкину                          | 1987 | Николаев                    | Из бронзы.                                                |
| Мемориальная доска В. В. Верещагину                       | 1987 | Николаев                    | Из бронзы.                                                |
| Мемориальная доска писателю Гаршину                       | 1987 | село Лиманы                 |                                                           |
| Памятник А. С. Пушкину                                    | 1988 | Николаев                    | Из бронзы и гранита.                                      |
| «Кора»                                                    | 1991 |                             | Из дерева.                                                |
| «У озера»                                                 | 1991 |                             | Из дерева.                                                |
| «Кора»                                                    | 1991 | Ольвия                      | Из гранита.                                               |
| Распятие                                                  | 1993 |                             | Из дерева.                                                |
| «Моя душа — виолончель»                                   | 1994 |                             | Из песчаника.                                             |
| Монументально-декоративная композиция «На волнах времени» | 1995 | Житомир                     | Из песчаника.                                             |
| «Рождение истины»                                         | 1995 |                             | Из дерева.                                                |
| Мемориальная доска Гребенюку                              | 1996 | Николаев                    | Из гранита.                                               |
| «Хранитель земли»                                         | 2000 |                             | Из дерева.                                                |
| Монументально-декоративная композиция «Шевченко»          | 2000 | Новый Буг                   | Из гранита. В соавторстве с Виктором Макушиным.           |
| Мемориальная доска А. С. Пушкин на доме Зонтаг            | 2001 | Николаев                    | Из гранита и мрамора. В соавторстве с Виктором Макушиным. |
| Мемориальная доска маршалу Жукову                         | 2002 | Николаев                    | Из гранита. В соавторстве с Виктором Макушиным.           |
| «Храни нас Боже»                                          | 2002 |                             | Из красного дерева.                                       |
| Мемориальная доска Аркасу                                 | 2004 | Николаев                    | Из гранита.                                               |